# تشارلز هربرت ماكينتوش
تشارلز هربرت ماكينتوش هو سياسي كندي، ولد في 13 مايو 1843 في لندن في كندا، وتوفي في 22 ديسمبر 1931 في أوتاوا في كندا. نشط حزبياً في Liberal-Conservative Party ‏. وقد انتخب عمدة أوتاوا ‏ (1879 – 1881) وانتخب عضو مجلس العموم الكندي.